# Ōreti River
Der Ōreti River ist mit seinen rund 195 km der drittlängste Fluss in der Region Southland, auf der Südinsel von Neuseeland.

## Namensherkunft
Der Name des Flusses setzt sich zusammen aus den maorischen Wörtern „Ō“ und „reti“ und bedeutet übersetzt so viel wie „Fluss der Kanus“.

## Geographie
Der Ōreti River entspringt an der Südostflanke der Thomson Mountains, rund 6 km ostnordöstlich des North Mavora Lake. Nach einem zunächst südlichen Verlauf fließt der Fluss in östliche Richtung bis Lumsden, um dort einen Schwenk nach Süden zu vollziehen und bei Otatara, einem Stadtteil von Invercargill City in das New River Estuary zu münden. Von dort sind es nur noch knapp 10 km bis zur Mündung des Estuary in die Foveauxstraße.
Linke Nebenflüsse sind der Windley River und der Makarewa River.
Zusammen mit dem Mataura River und dem Aparima River bildet der Ōreti River die Murihiku Plains und entwässert eine Fläche von rund 730 km².

## Geschichte
Der Ōreti River war ein traditioneller Reiseweg, der den Zugang der Küstensiedlungen zum Hinterland des südlichen Teils der Südinsel ermöglichte.